# Abu l-Hasan Ali
Abu l-Hasan Ali ibn Sa'd (arabisch أبو الحسن علي بن سعد, DMG Abū l-Ḥasan ʿAlī b. Saʿd; spanisch Muley Hacén; * 1436 oder 1437 in Granada; † September 1485 in Almuñécar) war Emir von Granada von 1464 bis 1482 und 1483 bis 1485.

## Leben
Abu l-Hasan Ali, der mit Aixa verheiratet war, bestieg nach dem Sturz seines Vaters Abu Nasr Saʿd (reg. 1454–1464), mit Unterstützung der Abencerrajes den Thron. Nach dem Bruch mit den Abencerrajes und der persönlichen Übernahme der Regierung gelang ihm zunächst die Ausschaltung dieser Partei, deren Überlebende nach Kastilien fliehen mussten. Allerdings nutzte er den Machtzuwachs vor allem für jährliche Kriegszüge in die kastilischen Gebiete. Zwar konnte er dabei einige Erfolge erzielen, doch war mit der Heirat von Isabella von Kastilien und Ferdinand von Aragón (1469) ein Zusammenschluss dieser beiden Reiche absehbar, was die altbewährte Schaukelpolitik der Nasriden zwischen Kastilien und Aragón für die Zukunft ausschloss. Die Vereinigung Spaniens sollte letztendlich zum Untergang des Emirats von Granada führen.
Im Jahre 1482 begann das vereinigte Spanien mit den Angriffen auf das Emirat von Granada und eroberte einige wichtige Festungen. Abu l-Hasan Ali wurde nach erfolglosen Kämpfen gegen die christlichen Truppen von den Abencerrajes gestürzt, die dessen Sohn Muhammad XII. (genannt Boabdil) als neuen Herrscher einsetzten (1482–1483). Allerdings geriet dieser schon 1483 bei Lucena in die Gefangenschaft der Spanier, so dass Abu l-Hasan Ali erneut bis 1485 in Granada regieren konnte. Nach einem Schlaganfall gesundheitlich schwer angeschlagen, wurde er von seinem Bruder Muhammad XIII. (El Zagal) gestürzt und starb wenig später.

## Bedeutung
Abu l-Hasan Ali war der letzte bedeutende Herrscher des Emirats. Er konnte den Niedergang des Reichs aber nicht mehr aufhalten. Dieser resultierte auch aus dem Niedergang der Wirtschaft, da durch die Kriegszüge der Christen die Landwirtschaft der Muslime schwer geschädigt worden war, die Städte mit Flüchtlingen überfüllt waren und das städtische Handwerk durch die erhöhten Steuern zur Finanzierung der Kriege zunehmend in den Ruin getrieben wurde.

## Sonstiges
Nach Abu l-Hasan Ali (spanisch auch Muley Hacén) wurde der Überlieferung zufolge der Berg Mulhacén in der Sierra Nevada benannt, da es sein letzter Wunsch als Emir von Granada war, dort bestattet zu werden.